# Eivind Bolle
Eivind Albin Andreas Bolle (13. oktober 1923 i Hol i Nordland – 10. juni 2012) var norsk minister og stortingrepræsentant fra Ap. Han blev valgt til Stortinget fra Nordland i 1973 og sad i tre perioder, til 1985. Han var suppleant i perioden 1969–1973.
Bolle var borgmester i Vestvågøy i perioden 1971–1973. Han var fiskeriminister i tre Ap-regeringer fra 16. oktober 1973 til 14. oktober 1981.

## Ekstern henvisning
- Stortinget.no – Biografi Arkiveret 7. september 2011 hos  Wayback Machine